# Epigeneium exilifolium
Epigeneium exilifolium là một loài thực vật có hoa trong họ Lan. Loài này được (Ames & C.Schweinf.) Garay & G.A.Romero mô tả khoa học đầu tiên năm 1999.